# 路飞广域抢劫事件
路飞广域抢劫事件是指2022年5月至2023年1月期间，在日本全国范围内发生的一系列由同一犯罪集团实施的连续抢劫案件。该案件也被称为“路飞事件”或“路飞抢劫事件”。
案发时，几名男子被关押在菲律宾移民局比古坦拘留中心，他们使用“路飞（ルフィ）”“金（キム）”“郝（ハオ）”等化名。据调查，被称为“老大（ビッグボス）”的主谋在狱中向日本境内的执行人员下达作案指令。嫌犯们通常通过租赁车辆或新干线行动，而在通讯手段方面，他们使用了具有高隐私性、且带有消息定时销毁功能的俄罗斯即时通讯软件Telegram，以避免警方追踪。

## 嫌疑人（被指认为指挥者的人物）

### 渡边优树
电信诈骗集团的核心人物，被媒体称为集团内的“老大”。据报道，该集团在2018年11月至2020年6月间实施的诈骗案件共造成超过60亿日元的损失。
渡边优树（日语：／）于1984年出生于北海道野付郡别海町，他在当地读完小学与初中，高中则就读于中标津町，曾任剑道部部长。据高中同学回忆，他“性格开朗，朋友众多”，是“普通的高中生”。高中毕业后，他移居至札幌就读大学，并在薄野工作。通过在薄野的社交圈，他结识了同属电信诈骗集团的今村磨人与藤田圣也。据悉，十几岁时，他在薄野从事拉客工作；二十多岁时，曾在薄野经营一家面向年轻人的音乐酒吧，但数年后倒闭。此后，他涉足房地产、餐饮业，及线上女性陪聊服务等多个业务。在此期间，他逐渐与暴力团建立联系，并深陷于黑社会中。2012年，他与藤田圣也闯入札幌市一名夜店员工的住所，盗走装有约1000万日元现金的保险箱，后被逮捕。随后，他加入国内的电信诈骗集团，并于2017年开始以泰国为据点，频繁实施诈骗。同年12月，他试图通过运送人员将约3700万日元现金带入泰国，但在中部国际机场被截获，最终导致8名“接收员（受け子）”被捕。
渡边于次年将据点从泰国转移至菲律宾，购入一座废弃酒店后设立多个犯罪窝点，并从日本召集“通话员（かけ子）”，迅速扩张集团规模。2019年11月，渡边的交往对象因携带超过3亿日元现金被大阪府警联合搜查本部逮捕，组织中包含“通话员”与“取款员（出し子）”在内的七十多名成员也相继被警方抓获。这一系列逮捕行动使警方确认，渡边为该集团首脑。2020年2月起，警方进一步逮捕了包括36名“通话员”在内的70多名成员，渡边于2021年4月在菲律宾被捕，并被关押在移民局设施内。然而，在被拘押后不久，渡边被指开始通过“黑兼职（闇バイト）”指挥一系列抢劫案。2023年9月，渡边与今村被引渡回日本，并被警视厅逮捕。经警方确认，渡边即为此前犯罪集团中被称为“金”的指挥者。

### 今村磨人
在渡边优树于札幌薄野工作期间与其有过接触，被认为在该电信诈骗集团中负责管理“通话员”。
今村磨人（日语：／）于1984年出生于北海道札幌市。小学时期，他便对不听从自己或不合意的同学实施霸凌，例如指使全班无视对方、丢弃对方的室内鞋及个人物品、辱骂对方等。甚至连当时的女性班主任也未能幸免，他多次丢弃其物品、破坏相机，并在座椅上放置图钉，最终导致该教师罹患抑郁症。进入初中后，他的行为进一步恶化。从一年级起便开始吸烟，并辱骂其他学生“身上有呕吐物的臭味”。他还将被欺负的同学视为奴隶般使唤，甚至曾恐吓一名女学生“即使卖身也必须偿还损失费”，最终引发严重骚乱，并被警方介入处理。三年级时，他因行为恶劣被送入少年院，父母也因此离婚。二十多岁时，他开始在薄野地区从事拉客工作，并曾短暂经营一家高级夜总会，但数年后倒闭。2008年，他因违反《风俗营业法》被捕，2016年又因肇事逃逸再次被捕。
据调查，今村在渡边与藤田前往菲律宾与小岛智信汇合后，才加入了他们的远程电信诈骗活动。2023年2月7日，他与藤田圣也一同被从菲律宾引渡回日本，并被警视厅逮捕。日本警方认定今村就是“路飞”本人，他还曾使用过“三桥（ミツハシ）”这一假名。

### 藤田圣也
与今村一样，藤田圣也（日语：／）被认为是在札幌薄野与渡边优树相识，并担任电信诈骗集团“接收员”的招聘管理。
藤田于1984年出生于北海道渡岛半岛的七饭町，毕业于当地小学和中学后进入函馆市内的一所专门学校。专门学校毕业后，他曾在一家房地产公司工作，但因贪污被发现而遭到解雇，随后转而在薄野地区从事相关工作。据悉，藤田在2012年曾作为渡边在札幌市金库抢劫案的共犯，与渡边一同被警方逮捕。知情人士表示，藤田一直是渡边的手下，且渡边在组织中的地位明显高于藤田。
2023年2月7日，他与今村磨人一同被从菲律宾引渡回日本，并被警视厅逮捕。

### 小岛智信
小岛智信（日语：／）被认为是电信诈骗集团中仅次于渡边优树的“二号人物”兼高级干部，负责该集团的现金回收与管理工作。
他出生于1977年，童年时期可能在北海道室兰市度过。2023年2月9日，他与渡边优树一同被从菲律宾引渡回日本，并被警视厅逮捕。

## 作案手法
犯罪嫌疑人严格按照幕后指挥者的指令行事，他们闯入预定的目标住宅，拘禁住户并抢劫金品。强行闯入时，他们通常会直接砸碎窗玻璃。对此，前埼玉县警搜查一课景观佐佐木成三（日语：／）指出：“这种作案方式噪音过大，极易引起邻居注意，专业犯罪分子不会选择如此容易暴露的手法。”佐佐木还表示，这些犯罪手法非常粗暴，几乎没有销毁任何证据，显然是外行所为。

## 案件经过
此次有组织犯罪的“起点”被认为是2022年5月2日在京都市中京区发生的一起贵金属店抢劫案。京都府警调查后发现，该案通过社交媒体上招募的“黑兼职”实施，并成功逮捕了“调度员”。然而，几个月后，团伙转移至首都圈，再次开始抢劫犯案。
2022年12月5日，东京都中野区发生了一起抢劫伤人案。犯罪分子伪装成快递员实施入户抢劫，其中一名嫌犯因逃跑失败被当场逮捕。次年1月12日，千叶县大网白里市的一家二手店遭到抢劫，尽管未能得手，店主却被殴打致伤。次日，一名自卫官因涉案被捕，警方对其手机进行解析后，发现了“东京都狛江市某住宅即将‘开工’”的信息。
1月19日，狛江市发生抢劫杀人案，这是该系列案件中首次造成死亡。根据此前对手机数据的分析，警方当日与被害者家属一同前往其住所勘察，发现一名90多岁的女性倒卧在血泊之中。案发时，其家属外出，住宅内仅其一人。

## 主要事件

### 京都市中京区抢劫事件
2022年5月2日15时15分左右，两名嫌疑人闯入京都市中京区一家贵金属店，抢走约50只高档手表后逃离现场。案发后，实施抢劫的中村陆哉（日语：／，20岁）与负责运送赃物的伊藤葵（日语：／，21岁）共同乘车前往大阪府吹田市的名神高速公路吹田服务区（SA）。途中，一名不明身份者抢走了装有被盗手表的背包。随后，其中部分手表被从岐阜县某车站的自动存物柜中取出并售出，所得约100万日元，被转入今村磨人（本案中被认为是自称“路飞”的指挥者）的银行账户。此外，部分被盗手表还被送往菲律宾移民局拘留中心，交至今村磨人及其菲律宾籍女友手中。
2022年6月22日，伊藤一辉（日语：／，29岁）因涉嫌向犯案者传达今村磨人（“路飞”）的指令而被警方逮捕。此外，实施抢劫的中村陆哉、今泉惠子（日语：／，45岁），以及负责运送赃物的嫌疑人伊藤葵均被起诉。2023年2月7日，涉嫌参与赃物运输等犯罪行为的嫌疑人宫泽优树（日语：／，22岁）亦被逮捕。
在此事件中，今村磨人为了减少通过“黑兼职”招募的员工报酬，指示同伙在吹田服务区进行双重抢劫。据悉，12名参与抢劫案件的嫌疑人中，有10人未能领取报酬。

### 稻城市抢劫致伤事件
2022年10月20日16时左右，6名嫌疑人伪装成快递员闯入位于东京都稻城市的住宅，持刀威胁恐吓住户，将住户双手绑上粘性胶带后实施勒住脖子等暴力行为，致使住户受伤并须治疗十天，期间抢走了约3500万日元现金及金条等贵重物品。2023年1月26日，6名犯罪嫌疑人葛冈隆宪（日语：／，25岁）、石栗一树（日语：／，37岁）、北条·马克桑德里（日语：／，24岁）、芝田优人（日语：／，24岁）、真坂怜斗（日语：／，23岁）、大古健太郎（日语：／，33岁）被逮捕。另外，真荣城健（日语：／，31岁）因应涉嫌在大古要求下在东京的一家代购店出售赃物，而被以有偿处理赃物的罪名逮捕。此外，葛冈、石栗、马克桑德里三人也因涉嫌参与2022年11月7日发生在山口县岩国市的抢劫案件而被起诉，罪名包括抢劫未遂等。
针对该案件的幕后指挥者，渡边优树、今村磨人、藤田圣也、小岛智信被认定为与该案件有关，并于2023年12月5日再次被警方逮捕。据悉，今村磨人在该案件中自称“路飞”，而渡边优树和小岛智信则使用了“金”这一别名。

### 岩国市抢劫未遂事件
2022年11月7日，5名嫌疑人（包括在现场等待的1名司机）通过山口县岩国市一处没有锁的窗户进入一户住宅，使用美工刀威胁住户，并用结束带绑住住户的手腕，试图抢劫金钱和贵重物品。然而，住户拿出日本刀进行反抗，导致抢劫未遂。
其中一名嫌犯渡边翼（日语：／）被当场逮捕，其余四人驾驶汽车逃离现场，但司机上野晴生（日语：／）在把其他三名嫌疑人放下后因自撞事故被逮捕。其余三名嫌疑人（包括在稻城市抢劫致伤事件中也有参与的葛冈、石栗、马克桑德里）随后也被逮捕。
针对该案件的幕后指挥者，渡边优树、今村磨人、藤田圣也、小岛智信被认定参与指挥，并被追加逮捕。

### 中野区抢劫伤害事件
2022年12月5日上午10时50分左右，东京都中野区上高田3丁目的一户住宅发生一起抢劫案。一名40多岁的男性住户拨打110报警，称“门铃响了，我开门后突然被打”。据警视厅野方署调查，数名嫌疑人闯入住宅并抢劫现金后逃逸。受害人在此过程中脸部被殴打致伤，损失金额据述约为3000万日元。
在该案件中，和野正弘（日语：／，34岁）因逃跑失败而被警方当场紧急逮捕。此外，作为抢劫嫌疑犯，2023年1月21日，警方在狛江市抢劫杀人案案发时使用的同一辆租赁车附近逮捕了永田陆人（日语：／，21岁）。同月24日，又逮捕了山田雅也（日语：／，22岁）和长谷川将司（日语：／，26岁）。进一步调查发现，曾因涉及东京都稻城市的另一宗抢劫案而被捕的管理人员大古健太郎也与该案件有关，于1月26日再次被捕。2月1日，司机真荣城健亦被重新逮捕。同日，西本佑圣（日语：／，22岁）从菲律宾回国后被捕。2月11日，福岛幸也（日语：／，24岁）因涉嫌在前一年8月盗窃约540张《宝可梦》卡牌而被捕。
于1月21日被捕的永田陆人，其被警方扣押的智能手机经过分析后，发现其亦涉及狛江市抢劫杀人案，因此于2月22日再次被捕。
针对该案件的幕后指挥者，渡边优树、今村磨人、藤田圣也、小岛智信被认定参与指挥，并被追加逮捕。

### 广岛市西区抢劫事件
2022年12月21日19时55分左右，广岛市西区小河内町2丁目的一家钟表及贵金属回收专门店相关人员拨打110报警，称“发生了抢劫事件，有人受伤”。据广岛县警调查，案发时，49岁的男性受害者在店铺兼住宅内遭到袭击，被犯罪嫌疑人用扳手殴打头部致重伤，被紧急送往医院救治。此外，受害者81岁的父亲也因头部受伤，所幸仅为轻伤。据目击者证言，作案人员疑为3至4人，他们在抢走现金等财物后迅速逃离现场。
2023年2月3日，警方逮捕了四名抢劫嫌疑犯，分别为栗原翔（日语：／，27岁）、加藤臣吾（日语：／，24岁）、宇佐美巴悠（日语：／，21岁）和十八岁男子甲。随后，已因东京中野区抢劫案被起诉的真荣城健与西本佑圣于同年3月28日再次被捕，并被从东京押送至广岛。5月24日，大古健太郎被捕，8月9日，永田陆人也被警方逮捕。
2023年10月2日，警视厅在调查狛江市抢劫杀人案（后述）时，发现其中三名被捕嫌疑人亦涉嫌指挥此次广岛市抢劫案，因此对他们追加逮捕。与此同时，在该案中被殴打致重伤的49岁男性受害者仍然处于昏迷状态，病情危重。
此外，在后述的大纲白里市案件中已被判刑并服刑的中桐海知，因涉嫌销赃被追加逮捕。
针对该案件的幕后指挥者，渡边优树、今村磨人、藤田圣也被认定参与指挥，并被以“抢劫杀人未遂”罪名对其追加逮捕。

### 大网白里市抢劫致伤事件
2023年1月12日18时左右，千叶县大网白里市的一家二手回收店接到一通电话，对方称“会在19点（店铺关门时间）后到，希望店主能稍微延长营业时间。”19时30分左右，一名男子进入店内，并径直前往店铺深处。不久后，又有一人加入，两人随即试图捆绑店主，并威胁“把钱交出来”“保险柜在哪里”。店主试图反抗，却被二人殴打十余次，面部多处受伤。作案后，两名嫌疑人喷射灭火器制造混乱，随后逃离现场。店主面部三处骨折，伤势严重。
在本案中，警方逮捕了抢劫嫌疑犯中桐海知（日语：／，23岁，自卫官）、作田龙二（日语：／，25岁，职业不详）二人、赃款管理者平塚雅一（日语：／，25岁，自称无业），与此前已因其他案件被捕的关联者永田陆人。
针对该案件的幕后指挥者，渡边优树、藤田圣也被认定参与指挥，并被追加逮捕。

### 狛江市抢劫杀人事件
2023年1月19日正午左右，东京狛江市驹井町三丁目的一名90岁女性在家中遭到残暴殴打后被杀害。现场调查显示，受害者双手被扎带捆绑，屋内被翻得凌乱不堪。嫌疑人抢走3块高档手表和1枚钻戒，总价值约60万日元（约合人民币3万元）。警方调查发现，本案的犯罪团伙由3-4人组成，其中包括此前因中野区抢劫伤害案而被捕的永田陆人，及因伪造有印公文而被捕的大学生。此外，警方认为本案的幕后指挥者为当时被关押在菲律宾的“金”（根据当时被收容人员在警视厅接受调查时的供述，藤田圣也疑似自称“金”）。对于犯案车辆的采购及其他准备工作，警方认为另一名指挥者今村磨人使用了“三桥”的化名向团伙成员下达了具体指令。
当天17时左右，警方根据此前在千叶县大网白里市二手店抢劫案中使用的手机信息赶到现场，发现该女性头部流血不止，当场确认其已死亡。经法医解剖，发现其左肘开放性骨折、左臂皮肤剥脱，推测致命伤极可能是加害者的殴打等暴力行为所致。
2023年2月22日，警方逮捕了此前因中野区抢劫伤害案被起诉的永田陆人、曾因伪造有印公文罪被石川县警方逮捕的大学生乙（19岁）、野村广之（日语：／，52岁）、及负责租赁车辆的福岛圣悟（日语：／，34岁）。2月28日，警方逮捕了此前因广岛抢劫案而被起诉的加藤臣吾。
2023年3月16日，永田陆人与野村广之因抢劫致死罪被起诉，乙被移送至东京家庭裁判所立川支部，福岛圣悟则因案件处理暂缓而被释放。

### 足立区抢劫未遂事件
涉及狛江市案件的永田陆人、乙与加藤臣吾，于该案发生的次日——2023年1月20日下午，与高濑基嗣（日语：／，32岁）一同闯入位于东京都足立区的一户住宅，破窗而入后意图抢劫。四人中，永田陆人驾驶一辆租赁车（后确认与狛江市案件中使用的车辆相同）停在现场附近等待。然而，永田在等待时被警察盘查，察觉到情况不妙的另外三人未带走任何物品便迅速逃离。值得留意的是，在案发前一天，住户曾接到“预约电话”（日语：／，即犯罪分子事先试探性的电话联系），因此已提前避难，未与嫌疑人正面接触。
2023年3月17日，菲律宾方面将涉嫌参与全国范围抢劫案件的电诈集团“通话员”山田李沙（日语：／，27岁）强制遣返日本。在本案中，山田也曾向受害者住宅拨打“预约电话”，并准备了撬棍等工具，企图入室抢劫。

## 涉嫌关联案件一览
加粗案件为八大重点案件。部分案件名称为本条目中便于叙述而使用的临时名称。
| 年月日         | 地点                 | 案件名                 | 备注                                                                                   | 已知的指挥者         | 来源          |
| -------------- | -------------------- | ---------------------- | -------------------------------------------------------------------------------------- | -------------------- | ------------- |
| 2022年5月2日   | 京都府京都市中京区   | 京都市中京区抢劫事件   | 一系列抢劫案的“起点”。                                                                 | “路飞”               | [ 32 ] [ 91 ] |
| 2022年10月20日 | 东京都稻城市         | 稻城市抢劫致伤事件     |                                                                                        | “路飞”、“三桥”、“金” | [ 32 ] [ 91 ] |
| 2022年11月7日  | 山口县岩国市         | 岩国市抢劫未遂事件     |                                                                                        | “路飞”、“金”         | [ 32 ] [ 91 ] |
| 2022年12月5日  | 东京都中野区         | 中野区抢劫伤害事件     |                                                                                        | “金”                 | [ 32 ] [ 91 ] |
| 2022年12月16日 | 东京都涩谷区         |                        |                                                                                        |                      | [ 32 ] [ 91 ] |
| 2022年12月21日 | 广岛县广岛市西区     | 广岛市西区抢劫事件     | 回收店店主父子头部受伤，儿子昏迷。                                                     | “路飞”               | [ 32 ] [ 91 ] |
| 2023年1月9日   | 神奈川县川崎市宫前区 |                        |                                                                                        |                      | [ 32 ] [ 91 ] |
| 2023年1月9日   | 千叶县市川市         |                        |                                                                                        |                      | [ 32 ] [ 91 ] |
| 2023年1月10日  | 栃木县足利市         |                        |                                                                                        |                      | [ 32 ] [ 91 ] |
| 2023年1月12日  | 埼玉县埼玉市西区     |                        |                                                                                        |                      | [ 32 ] [ 91 ] |
| 2023年1月12日  | 千叶县大网白里市     | 大网白里市抢劫致伤事件 |                                                                                        | “金”                 | [ 32 ] [ 91 ] |
| 2023年1月14日  | 茨城县龙崎市         |                        |                                                                                        |                      | [ 32 ] [ 91 ] |
| 2023年1月14日  | 茨城县筑波市         |                        |                                                                                        |                      | [ 32 ] [ 91 ] |
| 2023年1月19日  | 东京都狛江市         | 狛江市抢劫杀人事件     | 受害者为一名90多岁的女性，在遭受暴力袭击后不幸身亡。这是该系列案件中首次出现死亡案例。 | “三桥”、“金”         | [ 32 ] [ 91 ] |
| 2023年1月20日  | 东京都足立区         | 足立区抢劫未遂事件     |                                                                                        |                      | [ 32 ] [ 91 ] |
| 2023年1月24日  | 广岛县吴市           |                        |                                                                                        |                      | [ 32 ] [ 91 ] |

## 判决

### 对犯案者的判决
针对一系列案件的犯案者所作出的判决如下：
| 被告人名           | 关联案件                                                              | 审理裁判所                 | 一审判决宣告日             | 判决决定日                  | 判决                                                      |
| ------------------ | --------------------------------------------------------------------- | -------------------------- | -------------------------- | --------------------------- | --------------------------------------------------------- |
| 上野晴生           | 岩国市抢劫未遂事件（岩国事件）                                        | 山口地方裁判所（下称地裁） | 2023年3月23日              |                             | 有期徒刑3年6个月                                          |
| 渡边翼             | 岩国事件                                                              | 山口地裁                   | 2023年2月2日               |                             | 有期徒刑2年6个月                                          |
| 今泉惠子           | 京都市中京区抢劫事件（京都事件）                                      | 京都地裁                   | 不明                       |                             | 有期徒刑2年8个月                                          |
| 中村陆哉           | 京都事件                                                              | 京都地裁                   | 2023年3月24日              |                             | 有期徒刑10年                                              |
| 中桐海知           | 大网白里市抢劫致伤事件（大网白里事件） 广岛市西区抢劫事件（广岛事件） | 千叶地裁 广岛地裁          | 2023年8月2日 2024年2月19日 |                             | 有期徒刑3年（大网白里)、有期徒刑1年、罚款50万日元（广岛） |
| 宫泽优树           | 京都事件                                                              | 京都地裁                   | 2023年9月5日               |                             | 有期徒刑4年6个月、罚款70万日元                            |
| 葛冈隆宪、石栗一树 | 稻城市抢劫致伤事件（稻城事件） 岩国事件                               | 东京地裁立川支部           | 2023年11月13日             |                             | 有期徒刑9年                                               |
| 福岛幸也           | 中野区抢劫伤害事件（中野事件）                                        | 东京地裁                   | 2023年11月22日             |                             | 有期徒刑11年                                              |
| 栗原翔、加藤臣吾   | 广岛事件                                                              | 广岛地裁                   | 2024年2月7日               |                             | 有期徒刑14年                                              |
| 芝田优人           | 稻城事件                                                              | 东京地裁立川支部           | 2024年2月9日               |                             | 有期徒刑8年                                               |
| 西本佑圣           | 广岛事件                                                              | 东京地裁                   | 2024年2月14日              |                             | 有期徒刑20年                                              |
| 北条·马克桑德里    | 稻城事件 岩国事件                                                     | 东京地裁立川支部           | 2024年9月25日              |                             | 有期徒刑9年                                               |
| 作田龙二           | 大网白里事件                                                          | 千叶地裁                   | 2023年10月25日             |                             | 有期徒刑5年                                               |
| 伊藤一辉           | 京都事件                                                              | 大阪地裁                   | 2023年9月1日               | 2024年6月13日（最高裁判所） | 有期徒刑12年                                              |
| 山田李沙           | 足立区抢劫未遂事件（足立事件）                                        | 东京地裁立川支部           | 2024年3月5日               |                             | 有期徒刑1年2个月                                          |
| 乙                 | 狛江市抢劫杀人事件（狛江事件）                                        | 东京地裁立川支部           | 2024年9月6日               |                             | 有期徒刑23年                                              |
| 真荣城健           | 中野事件 广岛事件 稻城事件                                            |                            | 2024年10月24日             |                             | 有期徒刑13年、罚款20万日元                                |
| 永田陆人           | 狛江事件                                                              | 东京地裁立川支部           | 2024年11月7日              |                             | 无期徒刑                                                  |
| 加藤臣吾           | 狛江事件                                                              | 东京地裁立川支部           | 2024年12月16日             |                             | 无期徒刑                                                  |

被告人上野晴生
2023年1月31日，山口地方裁判所对上野晴生的首次公审举行。上野因在岩国市案件中担任司机角色，并涉及非法侵入住宅及抢劫未遂等罪名而受审。
同年3月23日，裁判所判处T有期徒刑3年6个月（检方求刑5年）。
被告人渡边翼
2023年2月2日，山口地方裁判所对岩国市案件中的犯案人渡边翼作出判决，判处有期徒刑2年6个月（检方求刑4年6个月）。
被告人今泉惠子
京都地方裁判所对京都市案件的犯案人今泉惠子作出判决，判处有期徒刑2年8个月，今泉随后向大阪高等裁判所提起上诉。
被告人中村陆哉
2023年3月24日，大阪地方裁判所对京都市案件的犯案人中村陆哉作出判决，判处有期徒刑10年（检方求刑12年）。
被告人中桐海知
2023年7月25日，千叶地方裁判所开庭审理大纲白里市案件，中桐海知承认起诉内容。
2023年8月2日，千叶地方裁判所判处中桐有期徒刑3年（检方求刑5年）。
尽管F因该案被判处3年有期徒刑并服刑，但服刑期间因涉嫌在广岛案件中出售赃物再次被捕。2023年11月29日，广岛地方裁判所开庭审理该案，中桐承认起诉内容。
2024年2月19日，广岛地方裁判所判处中桐有期徒刑1年，并处罚金50万日元（检方求刑2年徒刑，罚金50万日元）。
被告人宫泽优树
2023年9月5日，东京地方裁判所对京都市案件中负责运送赃物的宫泽优树作出判决，判处有期徒刑4年6个月，并处罚金70万日元（检方求刑7年6个月徒刑，罚金70万日元）。
被告人葛冈隆宪、石栗一树
2023年10月30日，东京地方裁判所立川支部开庭审理稻城市及岩国市案件，葛冈隆宪与石栗一树两名被告作为犯案人出庭。
同年11月13日，裁判所对二人作出判决，判处有期徒刑9年（检方求刑12年）。
被告人福岛幸也
2023年11月10日，东京地方裁判所开庭审理中野区案件，福岛幸也承认起诉内容。
同月22日，裁判所判处L有期徒刑11年（检方求刑13年）。
被告人栗原翔、加藤臣吾
2024年1月30日，广岛地方裁判所开庭审理广岛案件，栗原翔与加藤臣吾两名被告承认起诉内容。
同年2月7日，裁判所判处二人有期徒刑14年。
被告人芝田优人
2024年2月9日，东京地方裁判所立川支部对稻城市案件的被告芝田优人作出判决，因其涉及抢劫致伤等罪名，判处有期徒刑8年（检方求刑10年）。
被告人西本佑圣
2024年2月14日，东京地方裁判所对广岛案件等案件的犯案人西本佑圣作出判决，判处其有期徒刑20年。
被告人北条·马克桑德里
2024年9月25日，东京地方裁判所立川支部对稻城市及岩国市案件的实施犯北条·马克桑德里作出判决，判处其有期徒刑9年（检方求刑13年）。
被告人作田龙二
2023年10月17日，千叶地方裁判所开庭审理大纲白里市案件，被告人作田龙二承认起诉内容。
2023年10月25日，裁判所判处作田龙二有期徒刑5年（检方求刑7年）。
被告人伊藤一辉
2023年8月21日，大阪地方裁判所开庭审理京都市案件，被告人伊藤一辉作为“路飞”犯罪集团的指令传达者出庭，并承认该案件及大津市建筑物侵入未遂案件的起诉内容，但对其他案件提出无罪抗辩。
2023年9月1日，裁判所判处伊藤一辉有期徒刑12年（检方求刑15年）。2024年6月13日，最高裁判所驳回上诉，维持原判，伊藤一辉正式确认12年刑期。
被告人山田李沙
2024年3月5日，东京地方裁判所对足立区案件的被告人山田李沙作出判决，因其拨打“预约电话”并协助实施抢劫，裁判所判处其有期徒刑1年2个月。
被告人乙
2024年8月21日，东京地方裁判所立川支部开庭审理狛江市案件，被告人乙因抢劫致死罪等罪名受审。在庭审中，乙承认实施了抢劫，但否认殴打受害者，称伤害是由另一名共犯实施，自己并未与其共谋，因此不应成立抢劫致死罪。
2024年9月6日，东京地方裁判所立川支部对乙作出判决，判处其有期徒刑23年，乙随即提出上诉。
被告人真荣城健
2024年10月24日，东京地方裁判所针对中野区案件的被告人真荣城健作出判决。真荣在案件中担任司机，并参与了广岛案件，同时还出售了稻城市案件中的赃物。裁判所判处其有期徒刑13年，并处罚金20万日元。
被告人永田陆人
2024年10月18日，东京地方裁判所立川支部开庭审理永田陆人的案件，永田在庭审中承认起诉内容。
2024年10月23日的第三次庭审中，检方透露，被杀害的高龄女性是一起“误杀”案件的受害者，原本的目标人物与其无关。在庭审期间，永田多次向受害者家属表达歉意，并表示“自己应该为了受害者家属接受死刑”，最终，检方在10月24日庭审中请求判处永田无期徒刑，裁判所宣布案件审理结束。2024年11月7日，东京地方裁判所立川支部作出判决，按照检方请求，对永田判处无期徒刑。永田随后提出上诉。
被告人加藤臣吾
2024年12月16日，东京地方裁判所立川支部对广岛案件及狛江市抢劫杀人案的被告人加藤臣吾作出判决，按照检方的请求，判处其无期徒刑。